# 國立情報學研究所
35°41′32.86″N 139°45′29.17″E / 35.6924611°N 139.7581028°E
国立信息学研究所（日语：／），是日本的研究所，大學共同利用機關法人。机构驻地是東京都千代田区一橋。

## 外部連結
- 国立情報学研究所 （页面存档备份，存于）（日語）
- 國立情報學研究所的X（前Twitter）（日語）
- 國立情報學研究所的Facebook專頁（日語）
- YouTube上的國立情報學研究所頻道（日語）